# Jun'ichirō Tanizaki
Jun'ichirō Tanizaki ( 谷崎 潤一郎 ?,  Tanizaki Jun'ichirō ; Tokyo, 24 luglio 1886 – Yugawara, 30 luglio 1965) è stato uno scrittore giapponese.
Ritenuto uno dei maggiori autori dell'epoca, è noto per i suoi racconti e romanzi incentrati sul tema della bellezza femminile legata ad ossessioni erotiche distruttive. Nel 1964, l'anno prima della sua morte, fu candidato per il premio Nobel per la Letteratura. Diversi suoi racconti hanno ricevuto un adattamento cinematografico: in Italia, Tinto Brass ha realizzato nel 1983 La chiave  e Liliana Cavani, due anni dopo, Interno berlinese (Manji, La croce buddista, 1928-30).

## Biografia
Tanizaki nasce a Nihonbashi, un quartiere commerciale di Tokyo, in una famiglia della media borghesia caduta in povertà con l'arrivo dei migranti a Tokyo. Già dalla scuola elementare si fa riconoscere per la sua grande intelligenza e creatività, e nel 1903 pubblica la sua prima storia, Shumpū shūu roku. Dopo essersi diplomato alle scuole superiori, frequenta dal 1908 la facoltà di letteratura presso la prestigiosa università imperiale di Tokyo, lavorando allo stesso tempo come domestico per potersi mantenere. Interrompe gli studi nel 1911 a causa di problemi economici.
Abbandonati gli studi, decide di dedicarsi completamente alla letteratura. Nel 1910 pubblica la sua prima grande opera intitolata Shisei (Il tatuaggio) nella rivista letteraria universitaria Shinshichō e, nel 1914, scrive Jōtarō. Dopo la pubblicazione di questo romanzo Tanizaki produce degli scritti autobiografici, di cui alcuni esempi sono Oni no men, pubblicato nel 1916, e Itansha no kanashimi, del 1917. Quest'ultima opera è più attinente alla realtà, perché l'autore descrive in modo accurato gli anni duri che ha vissuto per diventare uno scrittore, parla di quando viveva in condizioni misere e dei continui litigi col padre; lo stesso Tanizaki definì il suo un "libro delle confessioni" dato che all'interno vi sono descritti i lati più intimi e controversi dell'autore.
Grazie anche all'influenza di autori come Edgar Allan Poe, nei primi anni Venti Tanizaki si avvicina alla cultura occidentale che diviene oggetto dei suoi racconti. In seguito al grande terremoto del Kantō avvenuto nel 1923, l'autore si trasferisce ad Osaka, e il suo nuovo interesse per la cultura del Kansai gli fa produrre opere più equilibrate che lo portano ad un maggior successo. Negli anni Trenta Tanizaki scrive opere ambientate nel passato o che si ispirano alla letteratura classica, come Yoshino kuzu (Yoshino, 1931) e Mōmoku monogatari (Racconto di un cieco, 1931). In quegli anni anche la vita privata di Tanizaki cambia: divorzia due volte e si risposa una terza volta nel 1935.
Durante la guerra del Pacifico, scrive una delle sue opere più importanti, Sasame yuki (Neve sottile, 1943-48), un romanzo storico ambientato negli anni Trenta. Successivamente torna a scrivere racconti con uno stile più complesso, come Shōshō Shigemoto no haha (La madre del generale Shigemoto, 1949-50) e Yume no ukihashi (Il ponte dei sogni, 1959), ispirandosi ancora una volta alla letteratura classica.
Tanizaki tornò ad Atami nel 1950 e fu nominato Persona di Merito Culturale dal governo giapponese nel 1952. Soffrì di paralisi alla mano destra dal 1958 e fu ricoverato in ospedale per Angina pectoris nel 1960. I personaggi di Tanizaki sono spesso guidati da desideri erotici ossessivi. In uno dei suoi ultimi romanzi, Futen Rojin Nikki (Diario di un vecchio pazzo, 1961-1962), l'anziano diarista viene colpito da un ictus causato da un eccesso di eccitazione sessuale. Registra sia i suoi desideri passati sia i suoi attuali sforzi per corrompere la nuora affinché fornisse eccitazione sessuale in cambio di cianfrusaglie occidentali. 
Nel 1964, Tanizaki si trasferì a Yugawara, Kanagawa, a sud-ovest di Tokyo, dove morì di infarto il 30 luglio 1965, poco dopo aver festeggiato il suo 79° compleanno. La sua tomba si trova nel tempio Hōnen-in, a Kyoto.

## Temi e stile
Già nelle prime opere si cominciano a delineare i temi che caratterizzeranno i suoi racconti: la figura femminile intrisa di un erotismo decadente, il sadomasochismo e il feticismo. Nell'opera Shisei (Il tatuaggio, 1910), il protagonista diventa schiavo di una bellissima ragazza, rappresentata come donna-demone. La costruzione dell'archetipo femminile trae probabilmente ispirazione dalla figura materna, per cui Jun'ichirō provava una profonda ammirazione, e dalle opere di autori come Iwaya Sazanami, Kōda Rohan e Izumi Kyōka. All'inizio della sua carriera fu inoltre influenzato da scrittori occidentali come Poe, Baudelaire e Wilde, e dalla letteratura giapponese del XVII e XVIII, specialmente dalle storie erotiche e sadiche del Kusazōshi e del teatro kabuki.
Per un breve periodo, compreso tra il 1915 e il 1920 circa, gli scritti di Tanizaki diventarono sempre più autobiografici. Venuto a contatto con la cultura occidentale, ne resta profondamente impressionato; sono esempi di questo influsso i romanzi che scrisse tra il 1920 e il 1930, come ad esempio Chijin no ai (L'amore di uno sciocco, 1925). Dopo essersi trasferito ad Osaka ed essere venuto a contatto con la cultura della regione del Kansai, l'autore riscopre la cultura giapponese, che lo porterà ad un cambiamento sia dei contenuti che dello stile delle sue opere. Alcuni esempi sono Manji (La croce buddista, 1928-30), scritto nel dialetto di Osaka, e le sue ben tre traduzioni in lingua moderna del Genji monogatari di Murasaki Shikibu..
Nel saggio In'ei raisan (Libro d'ombra, 1933), Tanizaki espone in modo chiaro lo stile adottato nei suoi romanzi: non si dilunga sulle descrizioni degli elementi del racconto, ma lascia che il lettore immagini le caratteristiche dei personaggi e di ciò che sta loro intorno; tutto rimane nell'"ombra" e, secondo l'autore, è questa disposizione ciò che permette di cogliere la vera essenza delle cose. In Shunkinshō (La storia di Shunkin, 1933) l'autore afferma che lo stile della letteratura classica si avvicina di più a quello della letteratura moderna, nella quale l'autore restava nascosto, non interveniva nella storia e lasciava parlare i personaggi.
Nell'ultima parte della sua vita, Tanizaki si riavvicina gradualmente alla letteratura classica, che diventa il tema delle sue opere, unito a quello della figura femminile e del sadomasochismo. In questo intreccio di temi, lo stile delle ultime opere si fa più complesso. I suoi ultimi romanzi lo conducono al successo. Sasame yuki (Neve sottile, 1943-48) è ritenuto il suo capolavoro.

## Opere
(in ordine cronologico secondo le uscite in italiano)
- Io l'amo! (愛すればこそ, Aisureba Koso, 1921), dramma in tre atti, riduzione italiana a cura di Lorenzo Gigli, Milano: Alpes, 1929
- Gli insetti preferiscono le ortiche (蓼喰ふ蟲, Tade kuu mushi, 1928), trad. Mario Teti, Milano: Mondadori (coll. "Medusa" n. 437) 1960 (dal 1984 con prefazione di Natalia Ginzburg); Leonardo 1994
- Neve sottile (Sasame yuki, 1948), trad. Olga Ceretti Borsini e Kizu Hasegawa, Milano: Martello (coll. "La piramide") 1961; Longanesi (coll. "La ginestra" n. 134) 1973; Parma: Guanda 1989
- La chiave (鍵, Kagi, 1956), trad. Satoko Toguchi, prefazione di Geno Pampaloni, Milano: Bompiani 1963; Mondadori (coll. "Oscar" n. 354) 1971; Sonzogno (coll. "I classici dell'erotismo" n. 27) 1987
  - dall'ed. Bompiani 1970 contiene anche La gatta, Shōzō e le due donne (猫と庄造と二人のおんな, Neko to Shōzō to futari no onna, 1936)
- Due amori crudeli. Racconti, trad. Giuseppe Ricca e Atsuko Ricca Suga, Milano: Bompiani 1964, Garzanti 1966; contiene:
  - I canneti (蘆刈, Ashikari, 1932)
  - La storia di Shunkin (春琴抄, Shunkinshō, 1933)
- Diario di un vecchio pazzo (瘋癲老人日記, Fūten rōjin nikki, 1962), trad. Atsuko Ricca Suga, Milano: Bompiani 1984, nuova ed. 1995 (trad. rivista da Giovanna Baccini)
- La madre del generale Shigemoto (少将滋幹の母, Shōshō Shigemoto no haha, 1950), trad. Guglielmo Scalise, Milano: Mondadori 1966; con prefazione di Giorgio Amitrano Torino: Einaudi (coll. "Letture" n. 50) 2013
- L'amore di uno sciocco (痴人の愛, Chijin no ai, 1924), trad. Carlo De Dominicis, Milano: Bompiani 1967 (dal 1981 con prefazione di Alberto Moravia)
- Vita segreta del signore di Bushu (武州公秘話, Bushukō hiwa, 1935), trad. Satoko Toguchi e Atsuko Ricca Suga, Milano: Bompiani 1970; Garzanti (coll. "I Garzanti" n. 368) 1972; contiene anche
  - Racconto d'un cieco (盲目物語, Mōmoku monogatari, 1931)
  - La gatta, Shōzō e le due donne (猫と庄造と二人の女, Neko to Shōzō to futari no onna, 1936)
- La croce buddista (卍, Manji, 1928), trad. Lydia Origlia, Parma: Guanda 1982; Milano: TEA 1992
- Libro d'ombra (陰翳礼讃, In'ei raisan, 1933), a cura di Giovanni Mariotti, trad. Atsuko Ricca Suga, con un saggio di Gian Carlo Calza, Milano: Bompiani 1982
- Pianto di sirena e altri racconti, trad. Adriana Boscaro, Milano: Feltrinelli 1985, 1988 (coll. "UEF" n. 1034); contiene:
  - Il tatuaggio (刺青, Shisei, 1910)
  - Kirin (麒麟, Kirin, 1910)
  - Buffone di professione (幇間, Hōkan, 1911)
  - Il segreto (秘密, Himitsu, 1911)
  - Pianto di sirena (人魚の嘆き, Ningyo no nageki, 1917)
  - Il prestigiatore (魔術師, Majutsushi, 1917)
- Il dramma stregato (呪はれた戯曲, Norowareta gikyoku, 1919), a cura di Lydia Origlia, con uno scritto di Yukio Mishima, Milano: SE 1986, Feltrinelli (coll. "UEF" n. 1126) 1990, ES 2007, Torino: Einaudi (con il titolo Il demone, coll. "ET" n. 1625) 2010; contiene:
  - Il demone (in due parti: Akuma e Zoku Akuma, 1912)
  - L'assassino di O-Tsuya (O-Tsuya koroshi, 1915)
  - Il dramma stregato (呪はれた戯曲, Norowareta gikyoku, 1919)
- Opere, a cura di Adriana Boscaro, Milano: Bompiani (coll. "Classici Bompiani"), 1988, 2002; contiene:
  - Il tatuaggio (刺青, Shisei, 1910)
  - Kirin (麒麟, Kirin, 1910)
  - Adolescenti (少年, Shōnen, 1911)
  - Buffone di professione (幇間, Hōkan, 1911)
  - Il segreto (秘密, Himitsu, 1911)
  - Pianto di sirena (人魚の嘆き, Nyngyo no nageki, 1917)
  - Il prestigiatore (魔術師, Majutsushi, 1917)
  - L'amore di uno sciocco (痴人の愛, Chijin no ai, 1924)
  - Vita segreta del signore di Bushū (武州公秘話, Bushukō hiwa, 1935)
  - I canneti (蘆刈, Ashikari, 1932)
  - La storia di Shunkin (春琴抄, Shunkinshō, 1933)
  - Libro d'ombra (陰翳礼讃, In'ei raisan, 1933)
  - La gatta, Shōzō e le due donne (猫と庄造と二人の女, Neko to Shōzō to futari no onna, 1936)
  - La chiave (鍵, Kagi, 1956)
  - Il ponte dei sogni (夢の浮橋, Yume no ukihashi, 1959)
  - Diario di un vecchio pazzo (瘋癲老人日記, Fūten rōjin nikki, 1962)
- Morbose fantasie (白昼鬼語, Hakuchû kigo, 1918), a cura di Cinzia Mottola, Milano: SE 1994, ES (coll. "Piccola biblioteca dell'eros" n. 41) 1997, Feltrinelli (coll. "UEF" n. 1570 e 8100) 1999, Torino: Einaudi (coll. "ET" n. 1129) 2003
- Storia di Tomoda e Matsunaga (友田と松永の話, Tomoda to Matsunaga no hanashi, 1926), a cura di Adriana Boscaro, trad. Elisabetta Procchieschi, Venezia: Marsilio (coll. "Tascabili" n. 63) 1994
- Il veleno di Afrodite. Due racconti, trad. Emanuele Ciccarella, Milano: Garzanti 1984; contiene:
  - Fino ad essere abbandonato (Suterareru made, 1913)
  - Jotaro (Jōtarō, 1914)
- Il demone (in due parti: Akuma e Zoku Akuma, 1912), trad. di Lydia Origlia, Milano: ES (coll. "Piccola biblioteca dell'eros" n. 31) 1995
- Divagazioni sull'otium e altri scritti, a cura di Adriana Boscaro, Venezia: Cafoscarina 1995
- La morte d'oro (金色の死, Konjiki no shi, 1916), a cura di Luisa Bienati, Venezia: Marsilio 1995
- I piedi di Fumiko (富美子の足, Fumiko no ashi, 1919), a cura di Luisa Bienati, trad. Luisa Campagnol e Luisa Bienati, Venezia: Marsilio 1995
  - contiene anche Ave Maria (アヴェマリア, Ave Maria, 1923)
- Il ponte dei sogni e altri racconti, a cura di Adriana Boscaro, Milano: Bompiani 1995; contiene:
  - Adolescenti (少年, Shōnen, 1911)
  - I canneti (蘆刈, Ashikari, 1932)
  - La storia di Shunkin (春琴抄, Shunkinshō, 1933)
  - Il ponte dei sogni (夢の浮橋, Yume no ukihashi, 1959)
- Yoshino (吉野葛, Yoshino kuzu, 1931), a cura di Adriana Boscaro, Venezia: Marsilio, 1998
- Nero su bianco (Kokubyaku, 1928), a cura di Gianluca Coci, Vicenza, Neri Pozza 2019
- Nostalgia della madre, a cura di Lydia Origlia, Milano: SE 1999, Torino: Einaudi (coll. "ET" n. 1290) 2004, contiene:
  - La tristezza di un eretico (異端者の悲しみ, Itansha no kanashimi, 1928)
  - I due novizi (二人の稚児, Futari no Chigo, 1918)
  - Nostalgia della madre (母を戀ふる記, Haha wo kouru ki, 1924)
- Storie di Yokohama. Tre racconti, a cura di Luisa Bienati, Venezia: Ca' Foscari, 2011; contiene:
  - La gente del porto (港の人々, Minato no hitobito, 1923)
  - Il fiore blu (青い花, Aoi hana, 1922)
  - Ave maria (アヴェマリア, Ave Maria, 1923)
- Sulla maestria (Geidan, 1933), a cura di Gala Maria Follaco, Milano: Adelphi (coll. "PBA" n. 659), 2014
- Le domestiche (台所太平記, Daidokoro taibeki), a cura di Gianluca Coci, Milano: Guanda, 2018

## Principali adattamenti cinematografici
- La signora Oyū (Oyū-sama, 1951), regia di Kenji Mizoguchi (da I canneti)
- Okuni to Gohei (1952), regia di Mikio Naruse
- Neko to Shōzō to futari no onna (1956), regia di Shirō Toyoda (da La gatta, Shōzō e le due donne)
- La chiave (Kagi, 1959), regia di Kon Ichikawa (da La chiave)
- Okoto to Sasuke (1961), regia di Teinosuke Kinugasa
- La casa degli amori particolari (Manji, 1964), regia di Yasuzō Masumura (da La croce buddista)
- Irezumi (1966), regia di Yasuzō Masumura
- La gatta giapponese (Chijin no ai, 1967), regia di Yasuzō Masumura (da L'amore di uno sciocco)
- Kagi (1974), regia di Tatsumi Kumashiro (da La chiave)
- Sanka (1972), regia di Kaneto Shindō
- The Makioka Sisters (Sasame-yuki, 1983), regia di Kon Ichikawa
- La chiave (1983), regia di Tinto Brass (da La chiave)
- Interno berlinese (The Berlin Affair, 1985), regia di Liliana Cavani (da La croce buddista)
- Diary of a Mad Old Man (Dagboek van een oude dwaas, 1987), regia di Lili Rademakers
- Manji (2006), regia di Noboru Iguchi
- Shunkinshō (2008), regia di Satoshi Kaneda